# Distretto di Nsanje
Il distretto di Nsanje (Nsanje District) è uno dei ventotto distretti del Malawi, e uno dei dodici distretti appartenenti alla Regione Meridionale. Copre un'area di 1.942 km² e ha una popolazione complessiva di 194.924 persone. La capitale del distretto è Nsanje. 